# TGIF
TGIF – akronim od angielskiego wyrażenia „Thank God It’s Friday”, które oznacza „Dzięki Bogu już piątek”. Używany jest on w celu wyrażenia radości po minionym tygodniu pracy bądź szkoły oraz przed nadchodzącym weekendem.
Pochodzi on z początku lat 60. Po raz pierwszy został on spopularyzowany przez restaurację T.G.I. Friday's, która została założona w 1965 roku. Jednakże stał się on najbardziej popularny w roku 1978, dzięki filmowi o tej właśnie nazwie. Wokalistka pop Katy Perry wydała piosenkę, w którym zwrot ten został wspomniany, nazwaną „Last Friday Night (T.G.I.F.)”.